# Jussy (Mosel·la)
Jussy és un municipi francès, situat al departament del Mosel·la i a la regió del Gran Est. L'any 2007 tenia 439 habitants.

## Demografia

### Població
El 2007 la població de fet de Jussy era de 439 persones. Hi havia 160 famílies, de les quals 35 eren unipersonals (16 homes vivint sols i 19 dones vivint soles), 51 parelles sense fills, 66 parelles amb fills i 8 famílies monoparentals amb fills.
La població ha evolucionat segons el següent gràfic:
Habitants censats

### Habitatges
El 2007 hi havia 194 habitatges, 165 eren l'habitatge principal de la família, 16 eren segones residències i 14 estaven desocupats. 184 eren cases i 9 eren apartaments. Dels 165 habitatges principals, 143 estaven ocupats pels seus propietaris, 19 estaven llogats i ocupats pels llogaters i 2 estaven cedits a títol gratuït; 2 tenien dues cambres, 19 en tenien tres, 22 en tenien quatre i 121 en tenien cinc o més. 142 habitatges disposaven pel capbaix d'una plaça de pàrquing. A 53 habitatges hi havia un automòbil i a 103 n'hi havia dos o més.

### Piràmide de població
La piràmide de població per edats i sexe el 2009 era:
| Homes | Edats   | Dones |
| ----- | ------- | ----- |
| 0     | 95 o +  | 0     |
| 0     | 90 a 94 | 0     |
| 4     | 85 a 89 | 0     |
| 0     | 80 a 84 | 0     |
| 8     | 75 a 79 | 8     |
| 0     | 70 a 74 | 16    |
| 8     | 65 a 69 | 8     |
| 16    | 60 a 64 | 8     |
| 8     | 55 a 59 | 20    |
| 20    | 50 a 54 | 8     |
| 20    | 45 a 49 | 32    |
| 32    | 40 a 44 | 28    |
| 12    | 35 a 39 | 16    |
| 12    | 30 a 34 | 16    |
| 16    | 25 a 29 | 12    |
| 4     | 20 a 24 | 8     |
| 24    | 15 a 19 | 20    |
| 40    | 10 a 14 | 20    |
| 24    | 5 a 9   | 0     |
| 8     | 0 a 4   | 8     |

## Economia
El 2007 la població en edat de treballar era de 304 persones, 209 eren actives i 95 eren inactives. De les 209 persones actives 199 estaven ocupades (110 homes i 89 dones) i 11 estaven aturades (5 homes i 6 dones). De les 95 persones inactives 25 estaven jubilades, 39 estaven estudiant i 31 estaven classificades com a «altres inactius».

### Ingressos
El 2009 a Jussy hi havia 175 unitats fiscals que integraven 465 persones, la mediana anual d'ingressos fiscals per persona era de 28.216 €.

### Activitats econòmiques
Dels 21 establiments que hi havia el 2007, 3 eren d'empreses de construcció, 5 d'empreses de comerç i reparació d'automòbils, 2 d'empreses d'hostatgeria i restauració, 1 d'una empresa financera, 3 d'empreses immobiliàries, 4 d'empreses de serveis, 1 d'una entitat de l'administració pública i 2 d'empreses classificades com a «altres activitats de serveis».
Dels 5 establiments de servei als particulars que hi havia el 2009, 1 era un paleta, 1 electricista, 1 empresa de construcció, 1 restaurant i 1 saló de bellesa.

## Equipaments sanitaris i escolars
El 2009 hi havia una escola elemental integrada dins d'un grup escolar amb les comunes properes formant una escola dispersa.

## Poblacions més properes
El següent diagrama mostra les poblacions més properes.